# ハエに気をつけろ!
ハエに気をつけろ!（ハエにきをつけろ! Operation:T.H.E.-F.L.Y.）はカートゥーンネットワークで放映中のKND ハチャメチャ大作戦のエピソードで、第8話Aパート。米国では2003年1月17日に初出。日本初放送は2004年9月12日。
- 原作：Tom Warburton
- ストーリーボード：Guy Moore
- 音楽：Steve Rucker、Tom Chase

## あらすじ
全く台詞がなく音楽だけで構成されているエピソード。ツリーハウスに迷い込んだ1匹のハエに対して、KNDの5人はそれぞれ違った反応を見せる。

## 詳細
帰還した飛行船と一緒にツリーハウスに入り込んだハエは、まずナンバー1の部屋に入り込む。他のメンバーの目を盗んで戦利品らしき侍のカブトをこっそりかぶって遊んでいたナンバー1は、ハエを見つけると大げさな程におびえて逃げ出そうとする。彼はハエが非常に苦手なのだ。ナンバー1は逃げ出すと非常口に向かって走るが既にそこにはハエが止まっていたので、今度は全てを部屋の外へと吸い出そうとする。ナンバー1は机にしがみつき、そしてハエは通気孔を抜けてナンバー2の部屋へと飛んでいく。
設計のことで行き詰っているらしいナンバー2は、ハエを見た途端何かをひらめいたらしく、ハエを捕らえると嬉々として成分分析にかける。やがて彼はハエのように空を自由に飛び回る装置を発明して、ハエと一緒に自分の部屋を飛び回る。しばらく優雅に飛び回っていたところで壁に激突し、ハエは通気孔を抜けてナンバー3の部屋へと迷い込む。
ナンバー3の部屋ではいつものようにぬいぐるみ相手にティーパーティーが行われていた。ハエを見つけた彼女はスキップをしながら虫取り網を持って追いかけてくる。ぬいぐるみの中に隠れるハエだったが、とうとう捕まってしまうと化粧をされ衣装を着せられて彼女のティーパーティーに付き合わされてしまう。ハエは彼女の隙をついてナンバー4の部屋に逃げ出す。
ナンバー4はハエを見つけるといきなり攻撃をしかけてきた。鉄パイプを振り回し、部屋中の物を破壊しながら追いかけてくる。やがて拳法のような構えをとって本気になったナンバー4はハエ叩きを二刀流で振り上げて襲い掛かってくる。逃げるハエをすごい執念で追い詰めるナンバー4は、ハエが通気孔に逃げ込んだ後もさらに追いかけて狭い管の中を這いずりながらナンバー5の部屋に向かう。
ナンバー5が部屋でのんびり音楽を聴きながら雑誌を読んでいると、帽子にハエが止まり、部屋の通風孔から突然ナンバー4が現われる。壁の穴にはさまりながら、すぐにそのハエを叩き潰せと懇願するナンバー4。ティーセットを手にハエを取り返しに来たナンバー3。ナンバー2も発明を完成させるためにはそのハエが必要なのだとやって来る。ナンバー1はハエが怖いため遠巻きに見守っている。それぞれの意志が錯綜する中、ナンバー5の手元に注目が集まる。
全ての選択がナンバー5に委ねられた中、彼女は窓からハエをツリーハウスの外に放してやる。ハエが出て行ってナンバー1は一安心し、一方ナンバー2とナンバー3は少しがっかりした様子だった。ナンバー4は怒っている。1人ナンバー5だけが、満足そうにハエの飛んでいった窓の外を眺めていた。
こうして脱出に成功したハエは、なぜか通りの向こうのおすましキッズの屋敷へと飛んでいく。実はこのハエは機械のハエで、KNDの行動を偵察するためにおすましキッズがスパイとして送り込んだのだった。スクリーンに映し出される今日の出来事を眺めながら、おすましキッズは高笑いを浮かべていた。

## 主な登場人物
- ナンバー1
- ナンバー2
- ナンバー3
- ナンバー4
- ナンバー5
- ハエ
- 通りの向こうのおすましキッズ

## 補足
メインの5人全員が登場するエピソード。
台詞が一切出てこず、全編が音楽だけで構成されたエピソード。
BGMや行動にそれぞれのメンバーの個性が非常によく表れている。